# Mistrzostwa Świata w Maratonie MTB 2009
7. Mistrzostwa Świata w Maratonie MTB – zawody sportowe, które odbyły się 23 sierpnia 2009 roku w austriackim Stattegg.

## Szczegóły
| Medal | Zawodnik             | Narodowość | Czas      |
| ----- | -------------------- | ---------- | --------- |
|       | Roel Paulissen       | Belgia     | 4:34:37 h |
|       | Alban Lakata         | Austria    | + 0:51 m  |
|       | Christoph Sauser     | Szwajcaria | + 4:40 m  |
| 4     | Christoph Soukup     | Austria    | + 5:55 m  |
| 5     | Wolfram Kurschat     | Niemcy     | + 6:06 m  |
| 6     | Aleksiej Miedwiediew | Rosja      | + 7:13 m  |
| 7     | Dario Cioni          | Włochy     | + 8:49 m  |
| 8     | Kevin Evans          | RPA        | + 9:03 m  |
| 9     | Lukas Buchli         | Szwajcaria | + 9:34 m  |
| 10    | Héctor Páez          | Kolumbia   | + 10:21 m |

| Medal | Zawodnik          | Narodowość        | Czas      |
| ----- | ----------------- | ----------------- | --------- |
|       | Sabine Spitz      | Niemcy            | 4:24:16 h |
|       | Esther Süss       | Szwajcaria        | + 0:02 m  |
|       | Petra Henzi       | Szwajcaria        | + 2:52 m  |
| 4     | Erika Dicht       | Szwajcaria        | + 4:34 m  |
| 5     | Elisabeth Brandau | Niemcy            | + 10:30 m |
| 6     | Pia Sundstedt     | Finlandia         | + 13:09 m |
| 7     | Monique Sawicki   | Stany Zjednoczone | + 17:14 m |
| 8     | Milena Landtwing  | Szwajcaria        | + 20:36 m |
| 9     | Michela Benzoni   | Włochy            | + 20:44m  |
| 10    | Sally Bigham      | Wielka Brytania   | + 24:47 m |

## Tabela medalowa
| Miejsce | Państwo    |   |   |   |   |
| ------- | ---------- | - | - | - | - |
| 1.      | Belgia     | 1 | 0 | 0 | 1 |
|         | Niemcy     | 1 | 0 | 0 | 1 |
| 3.      | Szwajcaria | 0 | 1 | 2 | 3 |
| 4.      | Austria    | 0 | 1 | 0 | 1 |